# 石川正興
石川 正興（いしかわ まさおき、1949年3月3日 - ）は、日本の法学者。専門は、刑事政策・犯罪者処遇法・少年法。早稲田大学名誉教授。静岡県出身。

## 來歴
1949年、静岡県清水市（現静岡市清水区）出身。1967年、千葉県立千葉高等学校、1972年、早稲田大学法学部卒業。同大学大学院法学研究科修士課程・博士課程後、同大学法学部助手、専任講師、助教授等を経て、1989年、同教授に嘱任される。修士課程・博士課程では、須々木主一に師事する。助教授期には早稲田大学法学部教務副主任（学生担当）、教授期には同大学学生部長、同大学総務部管理課総務部参与等の役職を歴任し、2010年の同大学総長選挙では、総長候補者推薦委員会によって推薦され「早稲田の再生を目指す会」を立ち上げるなど総長への意欲を見せるも、健康上の問題で断念する。2004年、法学部との併任で同大学大学院法務研究科教授に嘱任され、2009年、同大学における学術院制度導入に伴い、同大学法学学術院教授に嘱任される。また、2006年、早稲田大学総合研究機構プロジェクト研究所「社会安全政策研究所」所長嘱任。このほかに、学生スポーツの振興にも関心を持ち、1994年から定年退職するまでの期間「早稲田大学ハンドボール部」の部長を務めた。2019年同大学を定年退職し、現在早稲田大学名誉教授、社会安全政策研究所顧問。

## 業績
（１）早稲田大学社会安全政策研究所（WIPSS）の設立と共同研究プロジェクトの実施
石川は「財団法人社会安全研究財団（現在の名称は「公益財団法人日工組社会安全研究財団」）」からの研究委託を受けて、2006年10月に「早稲田大学社会安全政策研究所」を設立した。当研究所の目的は、①警察→検察→裁判→矯正・保護という刑事司法システムの全体像を意識した研究体制と、②学校教育システム、社会福祉システム、国際犯罪処理システムといった刑事司法システムの隣接領域を取り入れた研究体制のもとでの共同研究プロジェクト遂行を通して、「犯罪・非行の少ない安全な社会」づくりに資することだとされている。石川は当研究所の所長として、刑事法・民法・国際法などの法律学や心理学・教育学・社会福祉学などの領域の研究者、さらには多様な社会システムで活躍する熟練の実務家から多数の研究スタッフを集め、これらのスタッフによる恒常的な知見交換の場として定例研究会を実施するとともに、多数の共同研究プロジェクトを企画・実施した。
財団法人社会安全研究財団とのかねてからの約束通り、当財団からの研究委託は設立後６年目に打ち切られたが、石川はWIPSSの財政基盤と研究体制の確立に努め、それ以降今日に至るまで定例研究会は続けられ、その成果は毎年発刊されている機関誌『早稲田大学社会安全政策研究所紀要』に収められている。他方で、公的な研究助成金による共同研究を企画し、所長在任中に実施した共同研究は計9件を数える。その代表的なものは、以下のとおりである。
　・RISTEX（社会技術研究開発センター）の研究開発領域「犯罪からの子どもの安全」において採択された研究プロジェクト「子どもを犯罪から守るための多機関連携モデルの提唱」（2009年10月～2012年3月）
　・独立行政法人日本学術振興会（JSPS）科学研究費助成事業の基盤研究（C）「触法少年・虞犯少年に対する少年法・児童福祉法の二元的保護システムに関する考察」（2005年4月～2007年3月）
　・公益財団法人日工組社会安全財団一般研究助成「高齢出所者に対する地域生活定着支援センターの運用実態に関する研究」（2012年4月～2013年10月）

（２）中国との学術交流
①中国犯罪学学会との学術交流
石川は、西原春夫元早稲田大学総長の協力と財団法人社会安全研究財団の支援を受けて、2007年に日中犯罪学学術交流会を設立し、中国犯罪学学会（会長：王牧中国政法大学教授）との共催による「日中犯罪学学術シンポジウム」を実施した。当シンポジウムは2007年～2012年の間に5回にわたり開催されたが、これにより日中間における犯罪学の学術交流は大いに促進された。
また、この学術交流を進める中で日中双方の間で「組織犯罪」に関する共同研究を実施する機運が醸成され、2009年に財団法人社会安全研究財団の研究事業として「日中組織犯罪共同研究」が発足した。石川は当研究プロジェクトの日本側代表として「受刑者調査研究会」を立ち上げ、「暴力団受刑者に関する調査」及び「中国人受刑者に関する調査」の企画、立案、調査結果の分析、報告書の作成を実施した。他方中国側は王牧教授が代表となり、黒社会出身の受刑者に関する調査が中国全土にまたがって大規模に実施された。
②中国の大学との学術交流
石川は上記の学術交流を深める一方で中国の大学からの留学生を指導し、そのうちの何人かは帰国後研究者として中国の大学に勤務している。また、中国の複数の大学において学術講演を行ったが、なかでも2008年10月に中国政法大学で行った講演（演題：「日本における非行少年に対する法的対応システム」）の際には同大学客員教授の称号を授与されている（委嘱期間：2008年10月25日～2011年10月24日の3年間）。

（３）早稲田大学学生部長としての功績
石川は学生部長在職の５年間（1993年3月～1998年2月）において、早稲田祭運営や新学生会館建設など当時大学が抱えていた様々な課題に対処し、早稲田大学の正常化のために大きく貢献した。早稲田祭に関しては、早稲田祭委員会の教職員側委員として、「早稲田大学にふさわしい早稲田祭」の実現を目指し、検問体制（早稲田祭プログラムの強制販売）の廃止や決算承認手続の明朗化を中心に、学生側委員と度重なる議論を重ねてその実現を図った。こうした中で、早稲田祭委員会の学生側委員等における極左組織支配の実態や広告収入の横流しという背信行為が明らかにされた。早稲田大学武蔵野稲門会報第6号（1999年）によれば、「早稲田祭」の開催をめぐる極左組織との対立について、「石川教授の極左組織に対処する美事とも言うべき優れた見識と手腕」、「極左組織対策に挺身され且つ勝れた手腕力量を発揮されていることに改めて感銘を覚える」と評されている。

## 著書／主要編著・その他／主要論文
著書
- 『犯罪者処遇論の展開』（成文堂、2019年）

主要編著・その他
- 石川正興他編『交通刑事法の現代的課題―岡野光雄先生古稀記念』（成文堂、2007年）
- 石川正興他編『確認刑事政策・犯罪学用語250』（成文堂、2010年）

- 石川正興編『犯罪学へのアプローチ』（成文堂、2010年）
- 石川正興編著『子どもを犯罪から守るための多機関連携の現状と課題―北九州市・札幌市・横浜市の三政令市における機関連携をもとに―』（成文堂、2013年）
- 石川正興編著『司法システムから福祉システムへのダイバージョン・プログラムの現状と課題』（成文堂、2014年）
- 石川正興監訳、デビッド・Ｓ・タネンハウス著『創生期のアメリカ少年司法』（成文堂、2015年）

主要論文
- 「受刑者処遇制度における治療共同体論」早稲田法学会誌27巻（1977年）
- 「再社会化行刑に関する考察」早稲田法学会誌28巻（1978年）
- 「改善・社会復帰行刑の将来――アメリカ合衆国と日本の場合――」比較法学14巻1号（1979年）
- 「受刑者の改善・社会復帰義務と責任・危険性との関係序説」早稲田法学57巻2号（1982年）
- 「刑の執行猶予制度」『刑法基本講座 第1巻 基礎理論／刑罰論』（法学書院）所収（1992年）
- 「非行少年の処遇」『少年非行と法』（成文堂）所収（2001年）
- 「犯罪者対応策に関する法的規制の在り方」早稲田法学78巻3号（2003年）
- 「道路交通事犯に対する自由刑の展開――自由刑単一化に関連して」『交通刑事法の現代的課題 岡野光雄先生古稀記念』（成文堂）所収（2007年）
- 「日本における非行少年に対する法的対応システム」早稲田大学社会安全政策研究所紀要1号（2009年）
- 「触法少年に対する施設内処遇方法に関する考察――2007年少年法等の一部を改正する法律に関連して――」警察政策11巻（2009年）
- 「精神障害と保安処分」『犯罪学へのアプローチ――日中犯罪学学術シンポジウム報告書――』（成文堂）所収（2010年）
- 「触法障害者・触法高齢者に対する刑事政策の新動向」作業療法ジャーナル48巻11号（2014年）

## 社会的活動
現職として、
- 一般財団法人警察大学校学友会評議員（2012年～現在）
- 更生保護法人両全会評議員（2012年～現在）
- 日本更生保護学会理事（2012年～現在）
- 公益財団法人矯正協会評議員（2016年6月16日～現在）
- 公益財団法人日工組社会安全研究財団評議員（2017年～現在）
- 更生保護法人更新会評議員（2019年4月1日～現在）

過去の主要なものとして、
- 千葉市青少年問題協議会委員（2002年～2012年）
- 神奈川県・横浜市地域連携研究会委員長（2009年～2014 年）
- 独立行政法人日本学生支援機構 評価委員会委員（2010年～2012年）
- 独立行政法人日本学生支援機構 市場化テスト評価委員会委員（2011年～2012年）

- 社会福祉士試験委員（2013年～2018年）

## 門下生
早稲田大学大学院法学研究科博士後期課程において指導した者として、
- 小西暁和（早稲田大学法学学術院教授）
- 宍倉悠太（国士舘大学法学部准教授）
- 李程（中国政法大学法治政府研究院助理研究員・『行政法学研究』編集者）
- 洪士軒（台湾弁護士、中国文化大学社会人コース非常勤講師）
- 石田咲子（福山平成大学福祉健康学部福祉学科講師）

安田奨学財団からの奨学生として指導した者として、
- 蘇明月（北京師範大学刑事法律科学研究院准教授）
- 付玉明（西北政法大学法学学部教授）